# Boreomysis arctica
Boreomysis arctica är en kräftdjursart som först beskrevs av Henrik Nikolai Krøyer 1861.  Boreomysis arctica ingår i släktet Boreomysis och familjen Mysidae. Arten är reproducerande i Sverige. Inga underarter finns listade i Catalogue of Life.